# 中共英东县工作委员会
中共英东县工作委员会，位于中国广东省清远市英德市横石水镇岗古山村，为清远市英德市的一个市级文物保护单位，类型为近现代重要史迹及代表性建筑，公布时间为1995年12月。
中共英东县工作委员会的历史年代为1944—1945。